# Росоклия, Горазд
Горазд Росоклия (макед. Горазд Росоклија), (21 апреля 1949 года) — современный северомакедонский ученый, специалист в области исследований невропатологии и нейроиммунологии. С 1992 года — профессор медицины Колумбийского университета Нью-Йорка.

## Биография
Родился 21 апреля 1949 года в Скопье. Образование получил в родном городе. В 1976 году окончил медицинский факультет университета св. Кирилла и Мефодия.
После прохождения стажировки работал в Клинике невропатологии и психиатрии, где завершил специализацию в данных отраслях. С 1978 года работал в этом заведении ассистентом.
В 1985—1986 годах проводил исследования по невропатологии и нейроиммунологии в лабораториях госпиталя Сальпетриер в Париже. По возвращении в Скопье основал новую лабораторию нейроиммунологии и иммунопатологии на базе Клиники невропатологии и психиатрии при медицинском факультете, которым руководил с 1987 по 1992 год.
В 1990 году защитил докторскую диссертацию на тему "Характеристика подтипов лимфоцитов в тканях головного мозга и крови у больных с опухолями головного мозга и их значение для прогноза и лечения". В том же году он был избран доцентом на кафедре невропатологии и психиатрии медицинского факультета.
Сейчас свои нейроиммунологические исследования доктора Росоклия продолжаются на базе Колумбийского университета Нью-Йорка. Работа со всемирно известными экспертами в области невропатологии и психиатрии вывела Горазда Росоклию в число самых известных невропатологов США и зарубежья.
С 1998 до 2005 года был доцентом психиатрии, а в 2005 году стал профессором клинической психиатрии на кафедре психиатрии Колумбийского университета.
Является автором и соавтором многих научных работ на основе своих исследований.

## Членство
- с 1980 — член Македонской ассоциации неврологов и психиатров;
- 1986 — Европейского неврологического общества;
- с 1993 — Американской академии неврологии;
- с 1996 — Американской ассоциации невропатологов;
- с 10 мая 2006 — Македонской академии наук и искусств[2]
и много других ассоциаций и научно-исследовательских центров.

## Награды
- Горазд Росоклия дважды награждён за спортивные достижения года высшей спортивной наградой «25 мая».
- За покорение Эвереста в 1989 году в составе македонской экспедиции Росоклия получил «Награду 11 октября» за достижения в течение жизни[3].